# Andy Allo
Andy Allo (Bamenda, 1989. január 13. –) kameruni származású amerikai énekesnő, dalszerző, gitáros, színésznő. 2009-ben adta ki első albumát. 2011-ben csatlakozott Prince zenekarához. 2011-ben szerepet kapott a „The Game” című tévésorozatban, a 2017-es „Pitch Perfect 3” című filmben, főszereplő volt az „Amazon Prime Upload” (2020) című sorozatban.

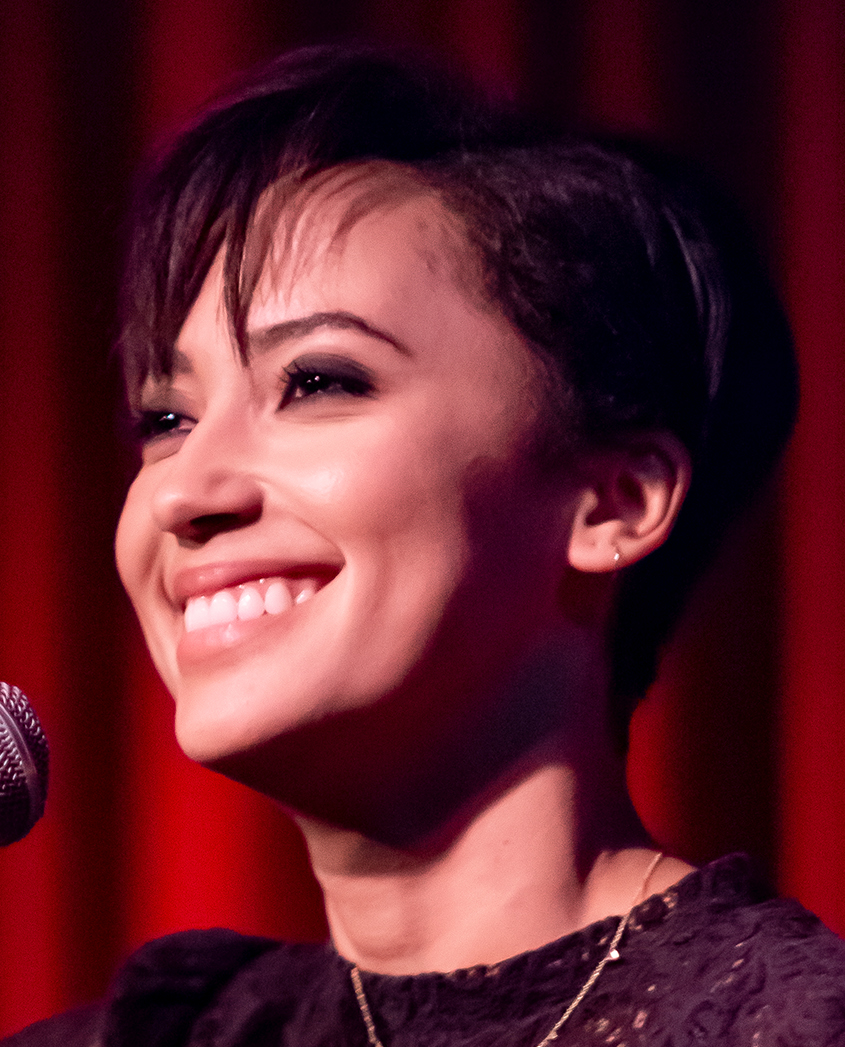

## Pályakép
Andy Allo Kamerun Bamenda nevű városában született. Apja, Andrew Allo ökológus. Öt testvére közül ő volt a legfiatalabb. Korán érdeklődni kezdett a zene iránt. Édesanyja hétévesen korától tanította zongorázni. A kameruni Parents' National Educational Union iskolába járt.
Allo kettős állampolgársággal rendelkezik az Egyesült Államokban és Kamerunban, és 2000 óta, ugyanis tizenegy évesen Sacramentóba költözött húgával, Suzanne-nal, és csatlakozott három másik testvéréhez is. A Kaliforniában született édesanyja kénytelen volt hazaköltözni, miután krónikus fáradtság szindrómában szenvedett.
Allo amerikai tanulmányait a Sacramento„ Arden Middle Schoo”l hetedik osztályában kezdte, majd 2006-ban végzett a sacramentói „El Camino Fundamental High Schoolban”. A középiskola után a sacramentói „American River College”-ba járt. Megalakította saját zenekarát, az „Allo and the Traffic Jam-et” Sacramentóban.
Első önálló fellépése 2008-ban a Fox & Goose Public House-ban, (Sacramento belvárosában) volt. 2009-ben kiadta első albumát (UnFresh), amely 12 eredeti dalt tartalmaz. 2011-ben énekesként és gitárosként szerepelt Prince együttesében, a New Power Generation-ban. Turnéjuk alatt három dalon is dolgozott, amelyek „Allo Superconductor” című albumán szerepelnek. A Superconductor 2012-ben jelent meg, és az album első helyen szerepelt az Amazon.com toplistáján Franciaországban, az Egyesült Királyságban és az Egyesült Államokban is. Andy Allo három dalban is szerepelt Prince 2014-es „Art Official Age” című albumán. 2015-ben is szerepelt egy Prince albumon, amely Allo egy rap szövegét is tartalmazta (de egy másik a változatban azt kürttel helyettesítették.
2015-ben is együttműködött Prince-szel − az „Oui Can Luv” című projektben.
Allo először 2011-ben jelent meg a képernyőn a „The Game” című sorozat három epizódjában. 2017-ben feltűnt a Pitch Perfect 3 című filmben Ruby Rose mellett. 2020 óta ő játszotta főszerepét az Amazon Prime TV-sorozatban. 2023 márciusában Lyanna Hazardot, (Shep Hazard lányát) és Phee Genoa unokahúgát szólaltatta meg a Star Wars: The Bad Batch-ben.

## Albumok
- UnFresh (2009)
- Superconductor (2012)
- Hello (2015)
- Oui Can Luv (2015)
- One Step Closer (2017)

## Filmek
- 2017: Pitch Perfect 3
- 2020: 2 Minutes of Fame
- 2023: Assassin
- (?) Absolute Dominion

## Fordítás
Ez a szócikk részben vagy egészben  az   Andy Allo című angol Wikipédia-szócikk ezen változatának fordításán alapul.  Az eredeti cikk szerkesztőit annak laptörténete sorolja fel. Ez a jelzés csupán a megfogalmazás eredetét és a szerzői jogokat jelzi, nem szolgál a cikkben szereplő információk forrásmegjelöléseként.